# Tinton Falls Challenger 1978
Il Tinton Falls Challenger 1978 è stato un torneo di tennis facente parte della categoria ATP Challenger Series nell'ambito dell'ATP Challenger Series 1978. Il torneo si è giocato a Tinton Falls negli Stati Uniti dal 24 al 30 settembre 1978 su campi in cemento.

## Vincitori

### Singolare
Sashi Menon ha battuto in finale  John Sadri con il punteggio di 3–6, 7–5, 6–3

### Doppio
Keith Richardson /  John Sadri hanno battuto in finale  Scott Carnahan /  Charles Buzz Strode con il punteggio di 6–7, 6–3, 6–4